# Lenny Joseph
Lenny Joseph (Párizs, 2000. október 2. –) francia labdarúgó, a Ferencvárosi TC játékosa.

## Pályafutása

### Korai évek
Lenny Joseph a Paris Saint-Germain akadémiáján nevelkedett, majd az AS Montferrand csapatában játszott, mielőtt a Le Puy együtteséhez csatlakozott.
Az US Boulogne csapatánál eltöltött egyéves időszak után visszatért a Le Puy csapatához, ami akkor a National 2-ben szerepelt. 2021. március 6-án ő szerezte a mérkőzés egyetlen gólját a Lorient elleni francia kupa nyolcaddöntőben.

### Metz
2021 júniusában Lenny Joseph aláírta első profi szerződését az FC Metz csapatával, amely három idényre szólt. A Ligue 1-ben 2021. augusztus 8-án mutatkozott be a Lille OSC ellen, amikor a 70. percben csereként lépett pályára Ibrahima Niane helyett az 1. fordulóban, a találkozó 3–3-as döntetlennel zárult. Első idényében nyolc bajnokin szerepelt, valamennyiszer csereként. Az FC Metz a szezon végén a 19. helyen végzett, így kiesett a Ligue 2-be.
2023. január 10-én, a szezon során másodszor kezdőként kapott lehetőséget, és két gólt szerzett a Nîmes Olympique elleni idegenbeli mérkőzésen a 18. fordulóban, amelyet csapata 4–1-re megnyert. Ezután rendszeresen kezdőként számítottak rá: a 18. és a 24. forduló között hat alkalommal is a kezdőcsapat tagja volt. Áprilistól ismét csereként jutott szóhoz, tíz bajnokin összesen 68 percet töltött a pályán. Az idényt végül 29 Ligue 2-es szerepléssel zárta, ebből hétszer kezdőként, három gólt szerzett. Az FC Metz a második helyen végzett, és feljutott az első osztályba.

### Grenoble
A feljutás ellenére nem lépett pályára újra a Ligue 1-ben, mivel 2023. július 20-án a másodosztályú Grenoble Foot 38 csapatához szerződött, ahol két idényre szóló szerződést írt alá. Vincent Hognon vezetőedző irányítása alatt hamar stabil kezdőjátékossá vált az isère-i klubban. Első bajnoki gólját 2023. október 21-én szerezte a Valenciennes FC elleni 3–3-as döntetlennel záruló találkozón, a 11. fordulóban.

### Ferencváros
2025. január 25-én bejelentették, hogy a francia labdarúgó aláírt a magyar első osztályban szereplő Ferencvárosi TC-hez.

## Sikerei, díjai
FC Metz
- Ligue 2 ezüstérmes: 2022–2023[10]

 Ferencváros
- magyar bajnok: 2024–2025[14]
- magyar kupa ezüstérmes: 2024–2025[15]